# Khandu Wangchuk
Lyonpo Khandu Wangchuk, född 1950, var regeringschef i Bhutan 8 augusti 2001-14 augusti 2002.